# 名和田是彦
名和田 是彦（なわだ よしひこ、1955年 - ）は、日本の法学者。法政大学法学部教授。法政大学大学院公共政策研究科教授。

## 略歴
1978年、東京大学法学部卒業。東京大学大学院法学政治学研究科にて博士前期修了。博士後期満期退学の後、1985年に横浜市立大学文理学部 助教授、1991年には東京都立大学法学部 助教授を務める。在外研究でドイツのブレーメン大学へ赴任した後、東京都立大学法学部教授となり、2005年から法政大学法学部教授。
コミュニティ政策学会会長、日本法社会学会の理事を務めている。

## 著作等
- 『コミュニティの法理論』（創文社、1998年）
- 『コミュニティの自治』（日本評論社、2009年）
- 『ドイツにおける都市経営の実践』（公益財団法人日本都市センター、2015年）

## 専門分野
- 法社会学・コミュニティ政策論